# Campeonato Europeo Sub-17 de la UEFA 2006
El Campeonato Europeo Sub-17 de la UEFA de 2006 fue celebrado en Luxemburgo, fue la 5.ª edición.

## Equipos Clasificados
| Selección           | Calificado como |
| ------------------- | --------------- |
| Luxemburgo          | Anfitrión       |
| Alemania            | Ganador Grupo 1 |
| Hungría             | Ganador Grupo 2 |
| República Checa     | Ganador Grupo 3 |
| Bélgica             | Ganador Grupo 4 |
| España              | Ganador Grupo 5 |
| Serbia y Montenegro | Ganador Grupo 6 |
| Rusia               | Ganador Grupo 7 |

## Fase final de grupos
En esta fase hay dos grupos de cuatro selecciones, el primero y segundo pasan a las semifinales.
El anfitrión de esta fase fue Luxemburgo.

### Grupo A
| Equipo     | J | G | E | P | GF | GC | DG  | Pts |
| ---------- | - | - | - | - | -- | -- | --- | --- |
| España     | 3 | 3 | 0 | 0 | 12 | 1  | +11 | 9   |
| Rusia      | 3 | 2 | 0 | 1 | 3  | 3  | 0   | 6   |
| Hungría    | 3 | 1 | 0 | 2 | 4  | 3  | +1  | 3   |
| Luxemburgo | 3 | 0 | 0 | 3 | 1  | 13 | −12 | 0   |

| 3 de mayo de 2006, 17:00 | Hungría | 0:1     | Rusia       | John Grün, Mondorf les Bains, Luxemburgo |                           |
|                          |         | Reporte | 78' Morozov | Árbitro(s): Willie Collum                | Árbitro(s): Willie Collum |

| 3 de mayo de 2006, 19:00 | Luxemburgo | 1:7     | España                                                      | Alphonse Theis, Hesperange , Luxemburgo |                           |
|                          | Pjanić 73' | Reporte | 6' 18' Ñíguez · 13' Ramos · 48' 69' 76' Bojan · 55' Hermosa | Árbitro(s): Hannes Kaasik               | Árbitro(s): Hannes Kaasik |

| 5 de mayo de 2006, 17:00 | España                                | 3:0     | Rusia | Alphonse Theis, Hesperange , Luxemburgo |                           |
|                          | Ñíguez 59' · Vergara 64' · Gullón 74' | Reporte |       | Árbitro(s): Björn Kuipers               | Árbitro(s): Björn Kuipers |

| 5 de mayo de 2006, 19:30 | Luxemburgo | 0:4     | Hungría                                         | John Grün, Mondorf les Bains, Luxemburgo |                              |
|                          |            | Reporte | 42' 28' Németh · 64' (pen.) Koman · 76' Nikházi | Árbitro(s): Aleksei Kulbakov             | Árbitro(s): Aleksei Kulbakov |

| 8 de mayo de 2006, 17:30 | Rusia                          | 2:0     | Luxemburgo | Alphonse Theis, Hesperange , Luxemburgo |                                |
|                          | Gorbatenko 32' · Korotayev 75' | Reporte |            | Árbitro(s): Aleksandar Stavrev          | Árbitro(s): Aleksandar Stavrev |

| 8 de mayo de 2006, 17:30 | España                       | 2:0     | Hungría | Deich, Ettelbruck , Luxemburgo |                              |
|                          | Ramos 18' · Bojan 76' (pen.) | Reporte |         | Árbitro(s): Thomas Einwaller   | Árbitro(s): Thomas Einwaller |

### Grupo B
| Equipo              | J | G | E | P | GF | GC | DG | Pts |
| ------------------- | - | - | - | - | -- | -- | -- | --- |
| Alemania            | 3 | 2 | 1 | 0 | 8  | 0  | +8 | 7   |
| República Checa     | 3 | 2 | 1 | 0 | 5  | 2  | +3 | 7   |
| Serbia y Montenegro | 3 | 0 | 1 | 2 | 2  | 7  | −5 | 1   |
| Bélgica             | 3 | 0 | 1 | 2 | 2  | 8  | −6 | 1   |

| 3 de mayo de 2006, 17:00 | Bélgica | 0:4 | Alemania                                                       | Deich, Ettelbruck , Luxemburgo |                                |
|                          |         |     | 2' (a.g.) Gillis · 35' Fischer · 51' (pen.) Kroos · 80' Lorenz | Árbitro(s): Aleksandar Stavrev | Árbitro(s): Aleksandar Stavrev |

| 3 de mayo de 2006, 19:00 | Serbia y Montenegro | 1:2 | República Checa | Jos Nosbaum, Dudelange , Luxemburgo |                              |
|                          | Vuković 72'         |     | 49' 67' Necid   | Árbitro(s): Thomas Einwaller        | Árbitro(s): Thomas Einwaller |

| 5 de mayo de 2006, 17:00 | Bélgica    | 1:1 | Serbia y Montenegro | Jos Nosbaum, Dudelange , Luxemburgo |                           |
|                          | Aquino 71' |     | 83' Karadžić        | Árbitro(s): Haanes Kaasik           | Árbitro(s): Haanes Kaasik |

| 5 de mayo de 2006, 19:00 | Alemania | 0:0 | República Checa | Op Flor, Gravenmacher , Luxemburgo |  |
|                          |          |     |                 | Árbitro(s): Willie Collum          |  |

| 8 de mayo de 2006, 19:30 | Alemania                          | 4:0 | Serbia y Montenegro | Josy Barthel, Luxemburgo, Luxemburgo |                           |
|                          | Fischer 5' 22' 37' · Reinartz 65' |     |                     | Árbitro(s): Björn Kuipers            | Árbitro(s): Björn Kuipers |

| 8 de mayo de 2006, 19:30 | República Checa            | 3:1 | Bélgica              | Op Flor, Gravenmacher , Luxemburgo |                              |
|                          | Wojnar 11' · Necid 42' 72' |     | 75' Carcela-Gonzalez | Árbitro(s): Aleksei Kulbakov       | Árbitro(s): Aleksei Kulbakov |

## Fase Final
|  | Semifinales                    | Semifinales                    |       |                                       | Final                                 | Final |  |
|  |                                |                                |       |                                       |                                       |       |  |
|  |                                |                                |       |                                       |                                       |       |  |
|  | Luxemburgo, 11 de mayo de 2006 |                                |       |                                       |                                       |       |  |
|  | Alemania                       | 0                              |       |                                       |                                       |       |  |
|  | Rusia                          | 1                              |       |                                       |                                       |       |  |
|  |                                |                                |       |                                       |                                       |       |  |
|  |                                |                                |       |                                       | Luxemburgo, 14 de mayo de 2006        |       |  |
|  |                                |                                |       |                                       | República Checa                       | 2 (3) |  |
|  |                                | Rusia                          | 2 (5) |                                       |                                       |       |  |
|  |                                |                                |       |                                       |                                       |       |  |
|  |                                |                                |       |                                       |                                       |       |  |
|  |                                |                                |       |                                       | Tercer lugar                          |       |  |
|  | Ettelbruck, 11 de mayo de 2006 | Ettelbruck, 11 de mayo de 2006 |       | Mondorf-les-Bains, 14 de mayo de 2006 | Mondorf-les-Bains, 14 de mayo de 2006 |       |  |
|  | España                         | 0                              |       | España                                | 1 (3)                                 |       |  |
|  | República Checa                | 2                              |       |                                       | Alemania                              | 1 (2) |  |

### Semifinales
| 11 de mayo de 2006, 20:15 | Alemania | 0:1     | Rusia                   | Stade Josy Barthel, Luxemburgo        |                                       |
|                           |          | Reporte | Aleksandr Prudnikov 72' | Árbitro(s): William Collum de Escocia | Árbitro(s): William Collum de Escocia |

| 11 de mayo de 2006, 17:30 | España | 0:2     | República Checa            | Stade Am Deich, Ettelbruck                  |                                             |
|                           |        | Reporte | Pekhart 31' · Vošahlík 58' | Árbitro(s): Aleksandar Stavrev de Macedonia | Árbitro(s): Aleksandar Stavrev de Macedonia |

### Tercer lugar
| 14 de mayo de 2006, 15:00 | Alemania                       | 1:1 (t. s.)(3 - 2 p.) | España                                      | Stade John Grün, Mondorf les Bains       |                                          |
|                           | Manuel Fischer 68'             | [http://es.archive.uefa.com/competitions/under17/history/season=2006/round=2218/match=84112/index.html (enlace roto disponible en Internet Archive; véase el historial, la primera versión y la última). Reporte] | Bojan Krkić 53'                             | Árbitro(s): Aleksei Kulbakov de Bulgaria | Árbitro(s): Aleksei Kulbakov de Bulgaria |
|                           |                                | Tiros desde el punto penal |                                             |                                          |                                          |
|                           | Savall · Baena · Ortiz · Bojan | | Marin · Vrančić · Fischer · Schorch · Kroos |                                          |                                          |

### Final
| 14 de mayo de 2006, 19:00 | República Checa                | 2:2 (t. s.)(3 - 5 p.) | Rusia                                                     | Stade Josy Barthel, Luxemburgo       |                                      |
|                           | Pekhart 80+3' · Necid 88'      | [http://es.archive.uefa.com/competitions/under17/history/season=2006/round=2219/match=84113/report=rp.html (enlace roto disponible en Internet Archive; véase el historial, la primera versión y la última). Reporte] | Prudnikov 46' · Marenich 86'                              | Árbitro(s): Bjorn Kuipers de Holanda | Árbitro(s): Bjorn Kuipers de Holanda |
|                           |                                | Tiros desde el punto penal |                                                           |                                      |                                      |
|                           | Vácha · Wojnar · Holek · Necid | | Shcherbak · Gagloyev · Prudnikov · Amirkhanov · Korotayev |                                      |                                      |

## Goleadores
5 goles
- Bojan Krkić
- Manuel Fischer
- Tomáš Necid

3 goles
- Aarón Ñíguez